# 一之橋站

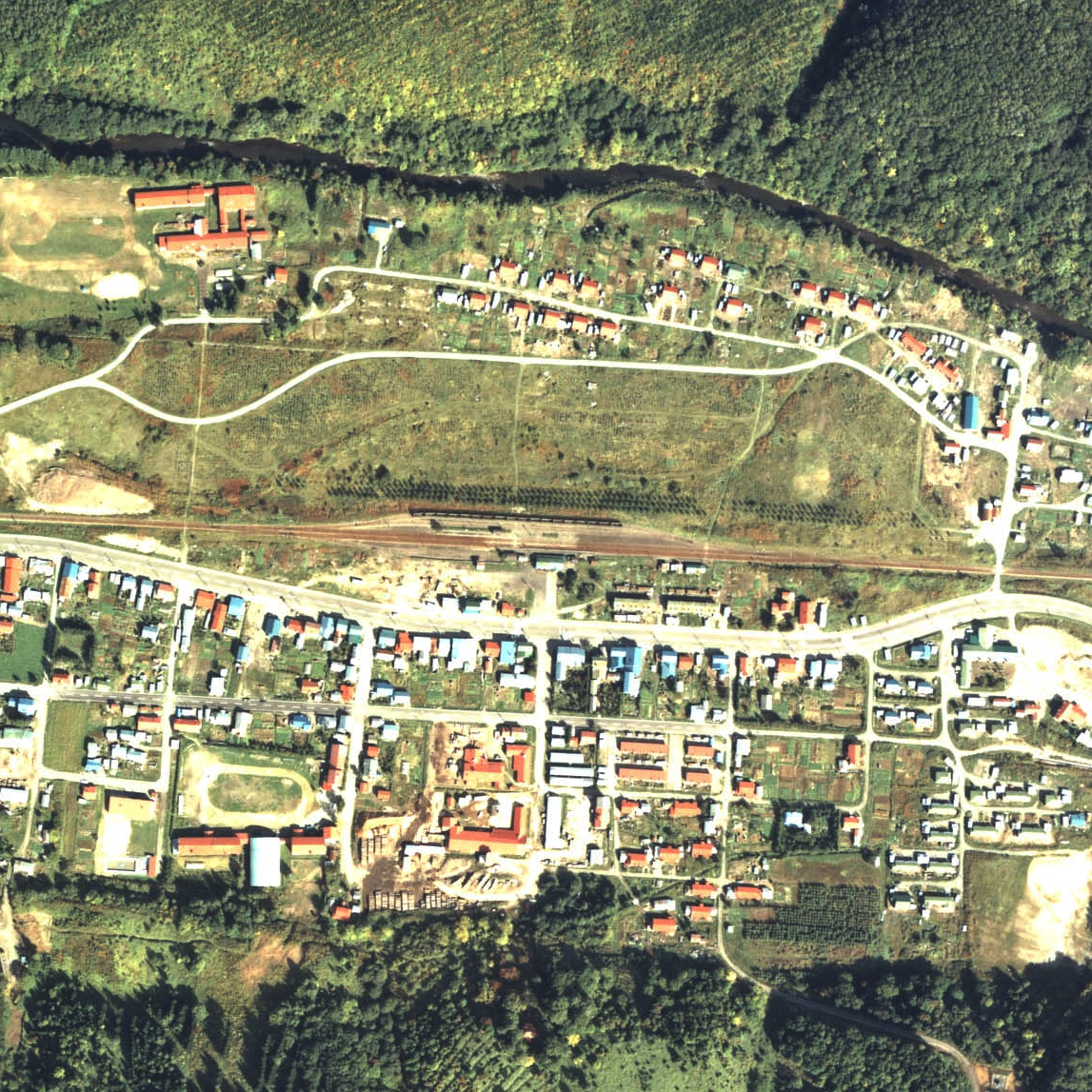
1978年的一之橋站與方圓約750米範圍。

一之橋站（日语：／ Ichinohashi eki */?）是位於北海道上川郡下川町二之橋，北海道旅客鐵道（JR北海道）的名寄本線車站（廢站）。隨著名寄本線廢線，車站在1989年（平成元年）5月1日廢除。

## 歷史
- 1920年（大正9年）10月25日 - 鐵道省名寄線下川站至上興部站之間開通，此站啟用。當時為一般車站。
- 1921年（大正10年）
  - 3月25日 - 路線名稱改為名寄西線。
  - 10月5日 - 名寄站至中湧別站之間全通，路線名稱改為名寄線。
- 1923年（大正12年）11月5日 - 路線名稱改為名寄本線。
- 1949年（昭和24年）6月1日 - 日本國有鐵道成立，成為日本國有鐵道車站。
- 1978年（昭和53年）12月1日 - 結束處理貨物。
- 1984年（昭和59年）2月1日 - 結束處理行李。
- 1986年（昭和61年）11月1日 - 撒走交會設備，同時成為無人車站。
- 1987年（昭和62年）4月1日 - 伴隨國鐵分割民營化，車站由北海道旅客鐵道（JR北海道）營運。
- 1989年（平成元年）5月1日 - 名寄本線全線廢除，此站也廢除。

## 車站構造
截至車站廢除前，車站是一座地面車站，設有1面1線的單式月台。月台位於路軌南邊（遠輕方向的列車會開啟右邊車門）。
在國鐵時代末期成為無人車站。曾經站內設有2面2線的相對式月台，當時可進行列車交會。車站大樓一方月台中央與對面月台東邊之間設有站內平交道連接。車站大樓一方（南邊）月台為上行1號月台，對面月台是下行2號月台。截至1983年（昭和58年），上行路軌靠近名寄一方設有路軌分支，連接大樓西邊的貨物月台（缺角式月台）和1條貨物側線。
此站是無人車站。在有人車站時代設有車站大樓。大樓位於站內南邊，鄰接月台中央。月台全長50米。

## 站名的由來
車站名稱取自所在地區名。地區名在1903年（明治36年）建設暫定縣道（現時：國道239號）時，以越過名寄川上流第一條橋而得名。

## 使用狀況
- 在1981年度（昭和56年度），一日上下車人次為90人[1]。

## 車站周邊
- 國道239號（日语：国道239号）（下川國道）[3]
- 一之橋郵局
- 鄉土資料展示保存設施「札天山收藏館」 - 舊一之橋小學。
- 下川町立智障人士更生設施「山彥學園」
- 名寄川（日语：名寄川）[3]
- 然別川[3]
- 札天山 - 駅の南。標高596m[3]。
- 名士巴士（日语：名士バス）「一之橋」巴士站 - 站名牌遷移至該處。

## 現況
截至2000年（平成12年），車站遺址建設了村落的社區中心。截至2010年（平成22年），站內一棵松樹被名為「夫婦松」，該樹木從車站啟用時已經存在，為成為「一之橋站開業紀念樹」。截至2011年（平成23年），在車站遺址附近設置了站名牌複制品，與上名寄站相同情況。社區中心內設有門球場和停車場。在2012年11月，社區中心鄰接開設了一之橋住民中心，郵局遷移至該處。
此外，截至2011年（平成23年），車站遺址向遠輕一方的路段中，於跨越名寄川處還保留了橋樑橋腳。在此站至上興部站之間，名寄本線會越過天北峠，途中還有一些路軌痕蹟位於國道旁邊，也有一些維護路軌小屋（雖然小屋看起來快要倒塌）。

## 森林鐵路
森林鐵路由旭川營林局一之橋營林署管轄（在1942年前為下川出張所）。鄰站一之橋站設有堆場。在1952年（昭和27年）前，設有總長近33公里的森林鐵路。後來使用卡車運送。在1959年（昭和34年），奧名寄森林鐵道廢除，森林鐵路也廢除。
- 1930年（昭和5年）　奧名寄森林鐵道（17公里）竣工。設置一之橋儲木場（6.5公頃）。[8]
- 1935年（昭和10年）　然別森林鐵道（8.8公里）竣工[8]。
- 1949年（昭和24年）　奧名寄森林鐵道延長支線 澤線（4.1公里）竣工[8]。
- 1952年（昭和27年）　然別森林鐵道的支線 茂珊瑠越線（2.5公里）竣工[8]。
- 1955年（昭和30年） - 1959年（昭和34年）　各線廢除，改用貨車運送[8]。

另外截至1956年（昭和31年），森林鐵路內設有以下機車。
- 蒸氣機車：8公噸雨宮製1架，8公噸市川製1架，10公噸市川製1架（均在昭和31年起停止使用）
- 汽油機車：5公噸普里莫斯製2架（均在昭和28年停止使用）
- 柴油機車：5公噸中央製1架，7公噸日野製1架

## 相鄰車站
北海道旅客鐵道（JR北海道）
名寄本線
幸成－一之橋－上興部

## 注腳
1. 1 2 3 4 5 6  書籍《国鉄全線各駅停車1 北海道690駅》（小學館，1983年7月發行）208頁。
2. ↑  書籍《北海道の駅878ものがたり 駅名のルーツ探究》（監修：太田幸夫，富士Comtem，2004年2月發行）185頁。
3. 1 2 3 4  書籍《北海道道路地図 改訂版》（地勢堂，1980年3月發行）18頁。
4. 1 2  書籍《鉄道廃線跡を歩くVII》（JTB出版，2000年1月發行）39-40頁。
5. 1 2  書籍《新 鉄道廃線跡を歩く1 北海道・北東北編》（JTB出版，2010年4月發行）33-34頁。
6. 1 2 3  書籍《北海道の鉄道廃線跡》（著：本久公洋，北海道新聞社，2011年9月發行）115頁。
7. ↑  名寄新聞 平成24年11月20日記事 （页面存档备份，存于）（日語）
8. 1 2 3 4 5 6 7 8  《旭川営林局史》 1960年（昭和35年）12月 旭川營林局發行，P401-406。